# Chromatochlamys
Chromatochlamys is een geslacht van korstmossen behorend tot de familie Thelenellaceae. De typesoort is Chromatochlamys muscicola.

## Soorten
Volgens Index Fungorum bevat dit geslacht twee soorten (peildatum december 2021):
| Soortnaam                 | Auteur(s)      | Publicatiejaar |
| ------------------------- | -------------- | -------------- |
| Chromatochlamys confusum  | Fryday         | 1996           |
| Chromatochlamys muscicola | (Ach.) Trevis. | 1860           |